# Gesta Hammaburgensis ecclesiae pontificum

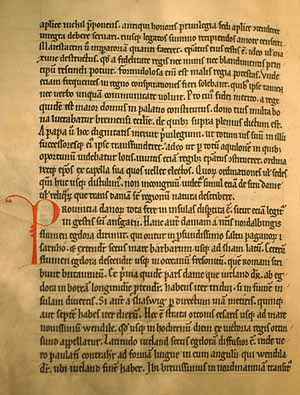
Página del manuscrito Gesta Hammaburgensis ecclesiae pontificum

Gesta Hammaburgensis ecclesiae pontificum es un tratado histórico escrito entre 1075 y 1080 por Adán de Bremen y cubre el periodo entre 788 hasta la fecha que se escribió.
Es uno de los manuscritos más importantes como fuente histórica y geográfica de la temprana Alemania septentrional y Escandinavia, así como de las relaciones existentes entre los sajones, wendos y pueblos nórdicos.
El tratado está compuesto por varios libros:
- Liber I
- Liber II
- Liber III
- Descriptio insularum aquilonis (Una descripción de las islas del norte)[3]
- M. Adami epilogus ad liemarum episcopum

El libro IV describe la geografía de Escandinavia y regiones del Báltico, así como Islandia, Groenlandia y Vinland (Norteamérica), siendo el libro más antiguo que menciona en su capítulo 38 a parte del continente americano.